# 伏尔加斯科耶农村居民点
伏尔加斯科耶农村居民点（俄语：Волжское сельское поселение）是俄罗斯联邦伊万诺沃州扎沃尔日斯克区所属的一个农村居民点。其下辖有88个居民点，行政中心为博兹德维任耶。据2016年统计，该农村居民点的人口为1769人。